# 本渡第一映劇
本渡第一映劇（ほんどだいいちえいげき）は、熊本県天草市にある映画館（二番館）。下島の天草市街地にある。
「日本一小さな映画祭」と銘打つ天草映画祭（あまくさえいがさい）の会場となっている。2014年（平成26年）10月にはデジタル素材（DVD、Blu-ray）に対応した。

## 沿革
- 1932年（昭和7年） - 中央館が開館。
- 1965年（昭和40年）4月1日 - 本渡第一映劇に改称。
- 1968年（昭和43年） - 改築。
- 1990年（平成2年）9月 - 休館。
- 1998年（平成10年） - 再開館。

## 特色

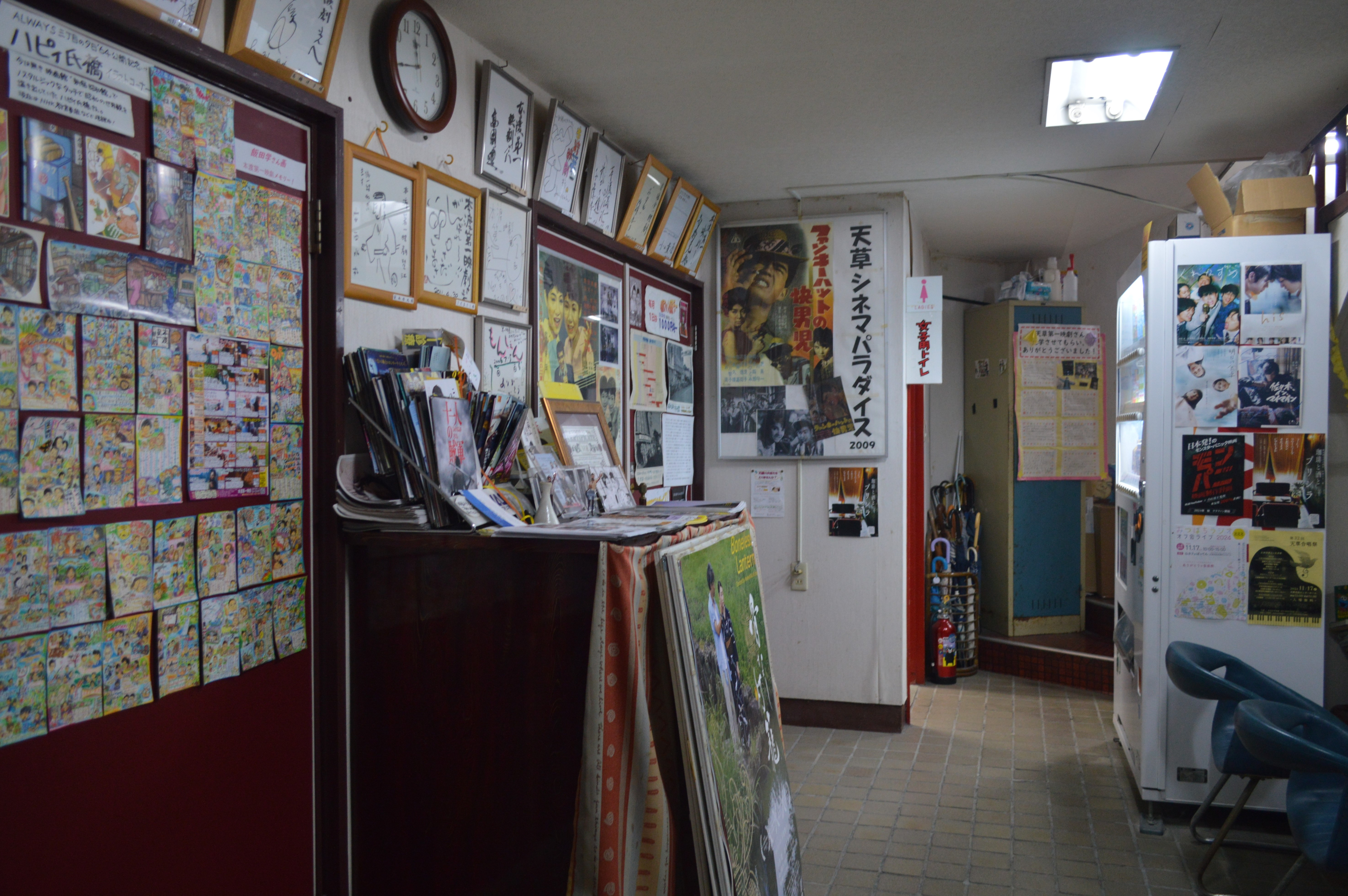
ロビー

基本的には封切り後しばらくたった映画を上映する二番館という位置づけである。観客数の多かった作品は『もののけ姫』（宮崎駿監督）、『千と千尋の神隠し』（宮崎駿監督）、『黄泉がえり』（塩田明彦監督）、『ハリー・ポッターと賢者の石』（クリス・コロンバス監督）などである。
本渡第一映劇の建物はバーやスナックに囲まれている。ロビーにはポスターや来場者のサインが貼られている。ホール内の1階席はワンスロープ型、「コ」の字型の2階席はスタジアム形式の座席と革張りソファーの桟敷席の組み合わせである。2階席は映写室に近いため、わざわざ2階席で観る常連が多いという。椅子は中古で購入したものである。建物の近くには国指定重要文化財の祇園橋がある。

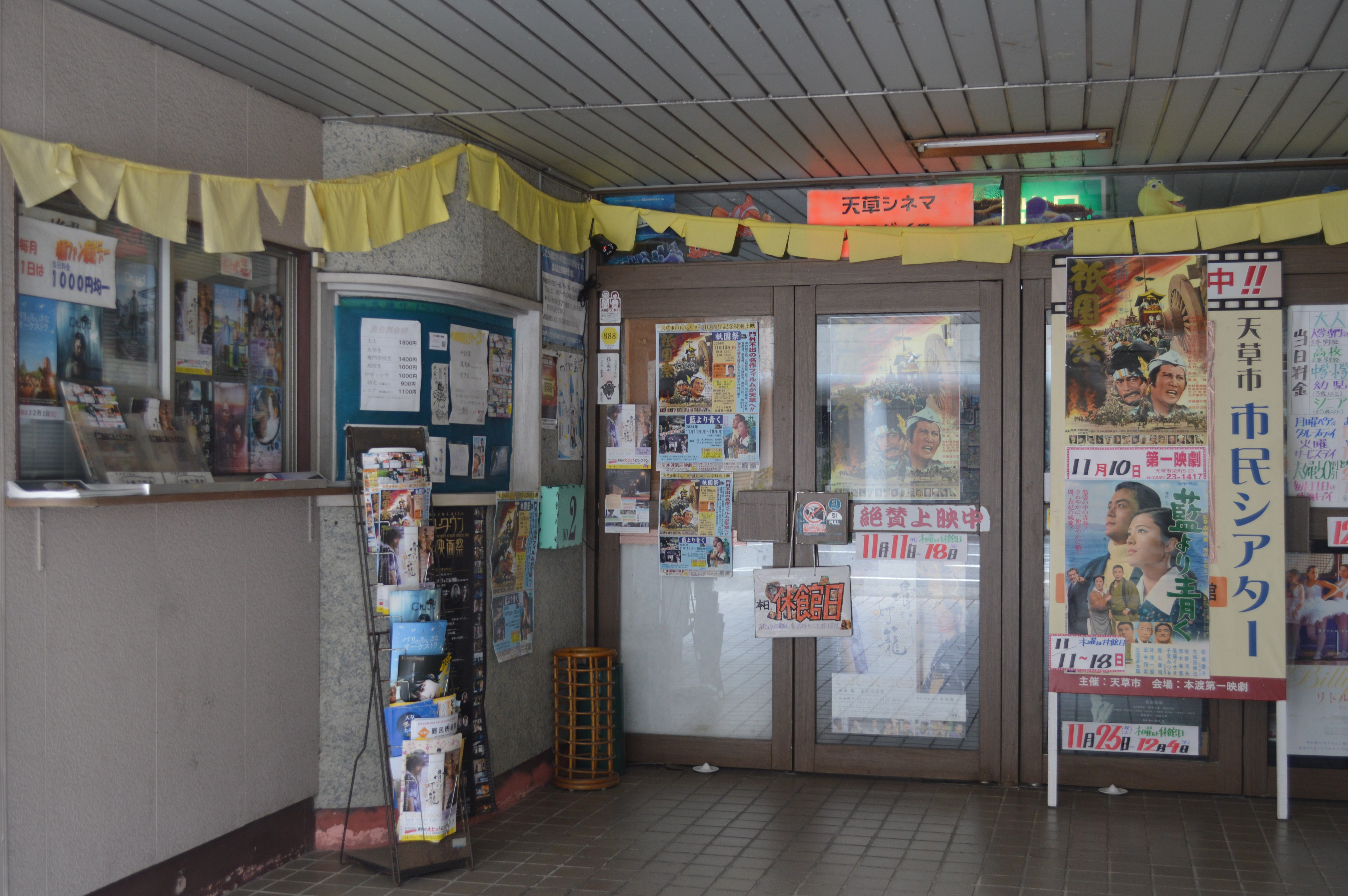
建物入口

### 市民シアター
天草市は2015年（平成27年）6月から、市民向けのアンケートで選んだ作品を安価な入場料（大人500円・こども100円）で上映する「天草市市民シアター」という施策を行っている。第1回上映作品は『砂の器』（野村芳太郎監督）であり、6月20日から7月3日まで基本的に1日1回本渡第一映劇で上映した。11月には太平洋戦争中の天草でロケが行われた『花咲く港』（木下恵介監督のデビュー作）が市民シアターで上映された。

## 歴史

### 中央館（1932年～1965年）
太平洋戦争後の昭和20年代、本渡町（現・天草市）栄町に中央館として開館した。ただし、戦前の1932年（昭和7年）に開館したとする場合もある。中央館は3階席を有する熊本県屈指の大劇場だった。1953年（昭和28年）の熊本県には53館の映画館があり、本渡町には中央館を含めて2館、牛深町にも2館があった。この年の座席数は452席であり、大映・東宝の作品を上映していた。
昭和30年代の天草諸島は石炭産業や漁業で栄え、2010年代の2倍に相当する約24万人の人口を有した。諸島全体で40を超す映画館があり、炭鉱の厚生施設として諸島各地に、また下島・上島以外の小規模な離島でも港町に映画館が存在した。全国の映画館数がピークを迎えたのは1960年（昭和35年）である。この年の熊本県には117館の映画館があり、本渡市には中央館を含めて3館があった。中央館は木造2階建であり、座席数は本渡市最大の850席、邦画・洋画問わず上映した。

### 本渡第一映劇（1965年～）

#### 1965年～1990年
1965年（昭和40年）4月1日、洋画専門館の本渡第一映劇として再開館した。この時の支配人は金子雅敏であり、初上映作品は『アラビアのロレンス』（デヴィッド・リーン監督）である。昭和30年代の天草諸島には計4館の映画館が存在したが、昭和50年代には本渡第一映劇以外の映画館がなくなった。これによって洋画だけでなく邦画も上映することとなった。
本渡市出身の放送作家・脚本家である小山薫堂は、「小学生の時に初めて訪れた映画館が本渡第一映劇」、「小、中学生の時いつも来ていた」と語っている。小山薫堂は本渡第一映劇で『タワーリング・インフェルノ』（1974年、ジョン・ギラーミン監督）や『ジョーズ』（1975年、スティーヴン・スピルバーグ監督）を鑑賞した。本渡第一映劇は1990年（平成2年）9月の『天と地と』（角川春樹監督）を最終公演として休館した。

#### 天草シネマクラブ

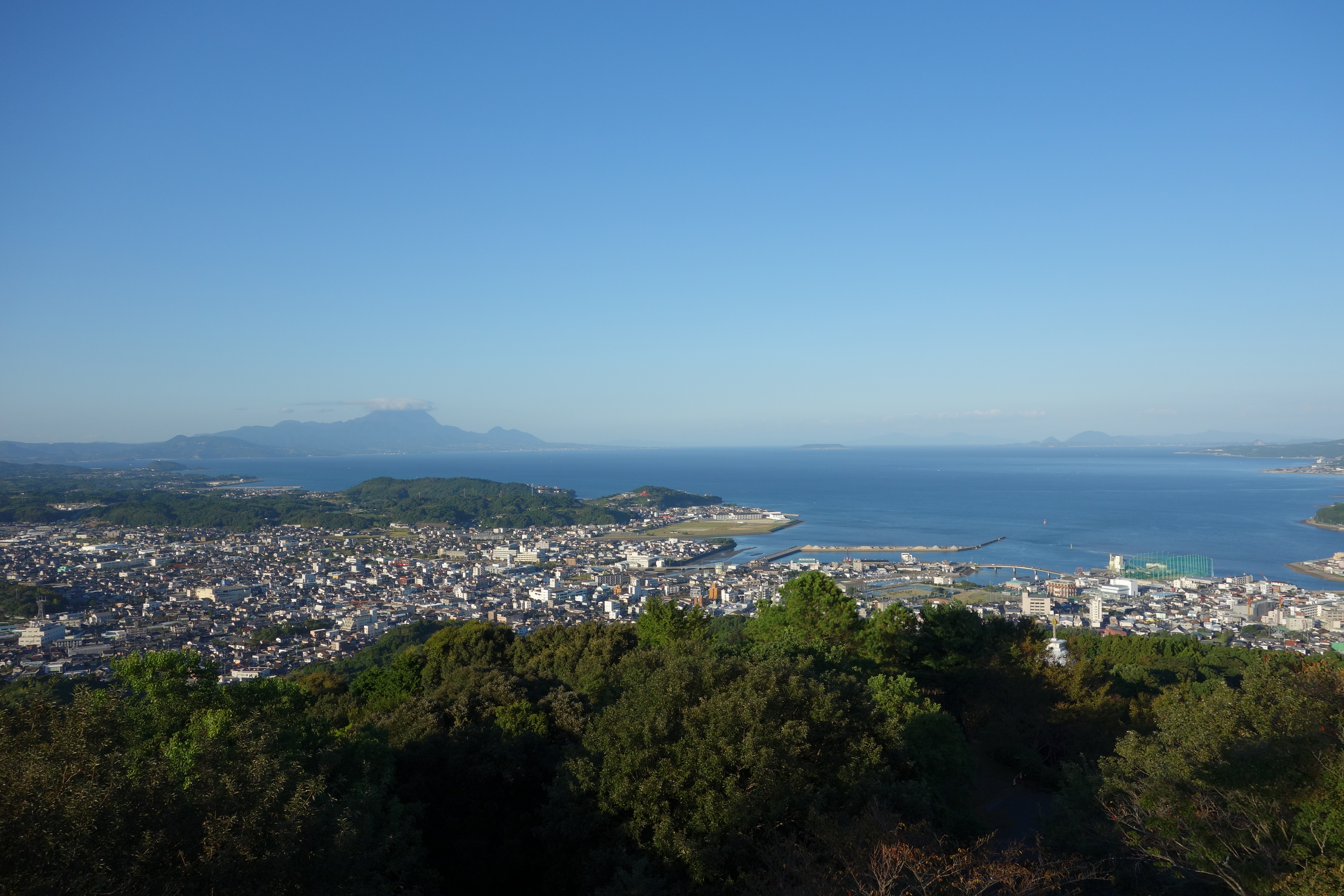
天草市街地

本渡市出身の柿久和範は中学時代までを天草で過ごし、日本大学経済学部卒業後に東京で働いていた。家族の都合で1990年（平成2年）秋に本渡市に里帰りした時、本渡第一映劇は1か月前から休館となっていた。柿久は天草最後の映画館の休館を残念に思い、陶芸家や学芸員の仲間とともに天草シネマクラブを設立。本渡第一映劇を3日間だけ貸し切り、1991年（平成3年）8月に3日間の「天草シネマパラダイス」という映画祭を開催した。この際には休館前の支配人が映写技師を務め、八代市の八代第一映劇を中継して映画会社との交渉を行って作品を集めた。
この映画祭が盛況のうちに終わったため、天草シネマクラブは不定期で自主上映会を行い、八代市から船便で運ばれてくるフィルムを上映した。1991年11月には「第2回天草シネマパラダイス」を開催、1,000人を超える観客を集めて大幅な黒字となった。この際の収益を基にして、天草シネマクラブは1992年（平成4年）にスクリーンを購入して本渡第一映劇に寄贈している。1992年（平成4年）8月には柿久を中心として天草映画館復活委員会を発足させ、1997年（平成9年）にはホールの貸出や出張上映を開始した。
1995年（平成7年）に熊本市のDenkikanがビルを建て替えた際には、役目を終えたドルビーステレオ、約10台のスピーカー、映写機1台、光源2台、整流器2台などが本渡第一映劇に無償で譲渡された。

#### 1998年以降

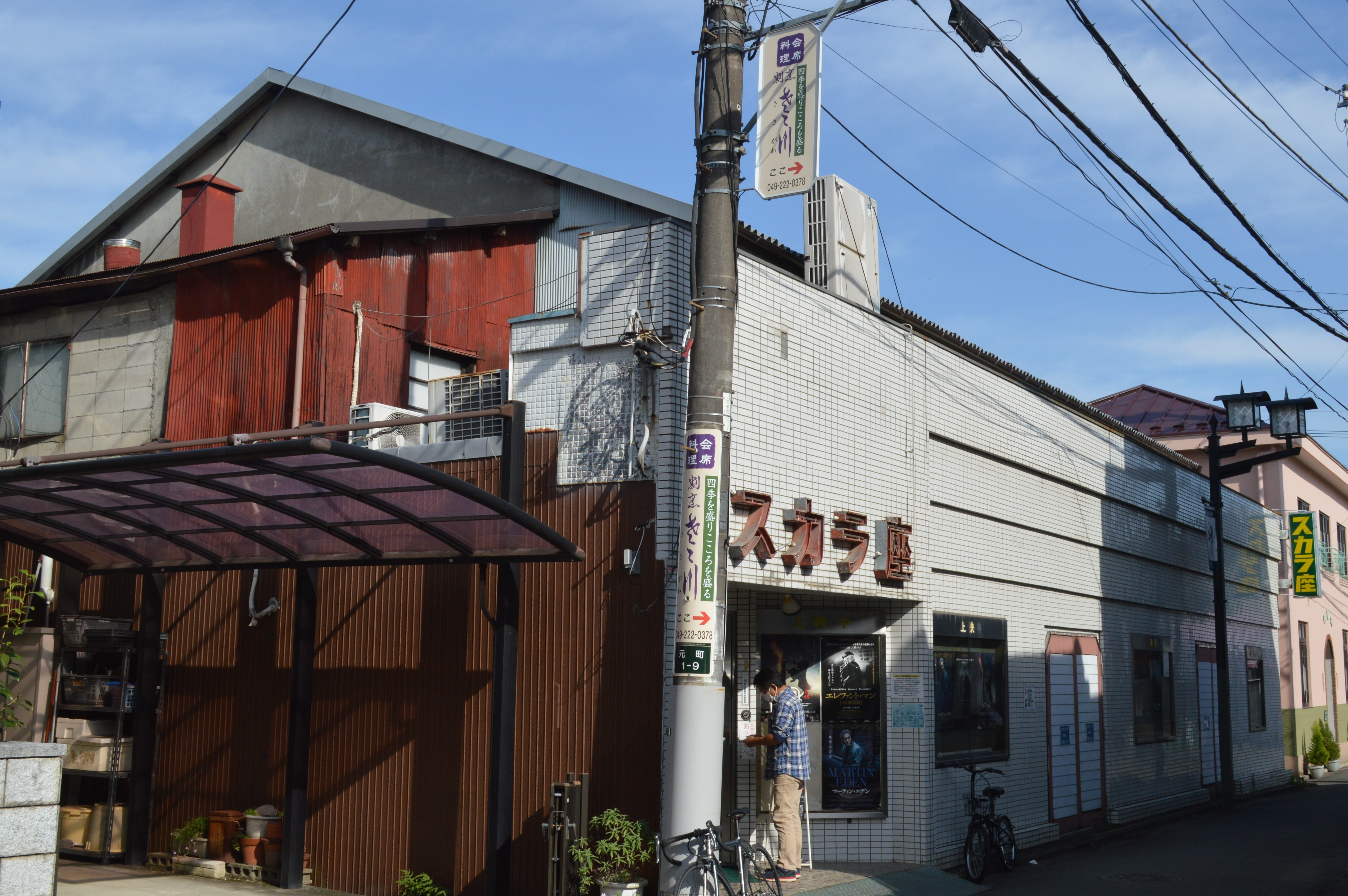
本渡第一映劇とタイアップを行った川越スカラ座

1998年（平成10年）には柿久が自費で本渡第一映劇を改装し、常設館として再開館させた。1999年10月には第1回天草映画祭を開催。「日本映画再発見」をテーマに、1970年代・1980年代を中心に9作品を上映した。1999年（平成11年）には邦画旧作の特集上映企画「天草映画祭」（現在の天草名画座番外地）を開始し、2008年（平成20年）まで続く恒例企画となった。2003年6月には全世界同時公開を謳い文句にする『マトリックス リローデッド』（ウォシャウスキー姉妹監督）を、同年11月には同じく『マトリックス レボリューションズ』（ウォシャウスキー姉妹監督）を上映したが、経営的には大赤字となった。
2011年（平成23年）7月15日には『ハリー・ポッターと死の秘宝 PART2』（デヴィッド・イェーツ監督）を全国公開と同時に上映し、10週間で計1,000人の観客を集めた。2011年以後にはデジタル化の危機に直面している。2013年（平成25年）の『女たちの都〜ワッゲンオッゲン〜』（祷映監督）は天草諸島でロケが行われた。この作品の公開時には、遠く離れた埼玉県の川越スカラ座と遠距離タイアップ割引を行った。片方の半券をもう片方の映画館で提示すると料金が1,000円となる。
2013年6月に『飢餓海峡』（1965年、内田吐夢監督）や『山椒大夫』（1954年、溝口健二監督）などの名作をフィルム上映した際には、熊本県外からも映画ファンが訪れた。同年11月から12月にも同様の特集上映を行い、特撮作品『大魔神』（安田公義監督）、藤純子のデビュー作『八州遊侠伝 男の盃』（マキノ雅弘監督）、『黒い十人の女』（市川崑監督）などを上映した。同年10月11日には世界約30か国のテレビコマーシャル約200本を集めた「世界のCMフェスティバル」を開催し、フランス出身の教員・翻訳家のジャンクリスチャン・ブーヴィエが日本語で解説を行った。同年12月28日にはBSフジの「倉本聰、小山薫堂　ふたり。」が放送され、放送作家の小山薫堂が脚本家の倉本聰と一緒に本渡第一映劇を訪れた。ちょうど館内では倉本が脚本を書いた『駅 STATION』（降旗康男監督）が上映されているというサプライズを行い、倉本は感極まって涙ぐんだ。
2015年2月には小山薫堂が企画した短編映画『ふるさとで、ずっと。』の未完成版試写会が行われ、熊のくまモンや市民120人が来館して大入り満員となった。同年2月と4月には健さん追悼記念特集を行い、高倉健出演205作品の中からえりすぐりの10作品を上映した。
2019年（令和元年）7月25日にはテレビ西日本で放送されていたテレビドラマ『めんたいぴりり』の劇場版上映会を開催。同作監督の江口カンと武蔵野美術大学教授の若杉浩一（天草市出身）によるトークショーも行った。
2022年（令和4年）6月には、本渡第一映劇の2階に喫茶店『珈琲と酒とプリシラ』がオープン。同市大浜町にあった『BAR ミラルダ』の姉妹店という位置付けで営業している。

## 天草映画祭

### 歴史

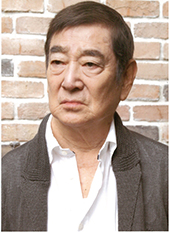
2001年に来館した高倉健

1999年秋には邦画の新作・旧作約10本を上映する第1回天草映画祭を開催した。2001年からは天草市役所が天草映画祭に協力するようになり、「風の賞」（グランプリ）を創設して監督や出演者などを招待している。2001年以降、邦画の新作・旧作を上映するイベントは「天草名画座番外地」として継続している。
本渡第一映劇の常連客には安田公寛天草市長がいる。安田は高倉健に来島を呼びかける手紙を出し、高倉は2001年（平成13年）5月に『ホタル』（降旗康男監督）の宣伝キャンペーンで来島すると応じたが、この際は高倉の体調不良で来島は実現しなかった。6月には安田市長が上京し、高倉の所属事務所に直接手紙を届けた。
2001年10月の第3回天草映画祭の運営には天草市役所も協力し、新設されたグランプリ（風の賞）には『ホタル』を選出。10月7日に来島した高倉は本渡第一映劇に来館し、しばしの間『サンダカン八番娼館 望郷』（熊井啓監督）を観賞した。天草市立稜南中学校で行われた授賞式では、1,300人の島民が高倉を出迎えた。降旗康男監督も本渡第一映劇を訪れており、「素朴な懐かしさを覚える映画館でした」と語っている。高倉はデジタル上映設備のない本渡第一映劇のために、2012年の『あなたへ』（降旗康男監督）公開時には自ら配給会社に掛け合ってフィルム版の製作を実現させたという。
2003年（平成15年）の天草映画祭では宮沢りえ主演の『たそがれ清兵衛』（山田洋次監督）をグランプリに選出。本渡第一映劇での授賞式には宮沢が来館した。2004年（平成16年）の天草映画祭では坂口憲二主演の『機関車先生』（廣木隆一監督）をグランプリに選出し、プロデューサーの石井誠一郎と山本芳久が来館した。同作品の原作者である伊集院静は予告なく本渡第一映劇を訪れたことがあるという。2005年（平成17年）の天草映画祭では宮沢りえ主演の『父と暮せば』（黒木和雄監督）をグランプリに選出し、2年ぶりに宮沢が来館した。
2006年（平成17年）の天草映画祭では天草を舞台とする『もんしぇん』（黒木和雄監督）をグランプリに選出し、2年ぶりに宮沢が来館した。支配人の柿久和範は千葉真一の大ファンである。2007年（平成19年）の第9回天草映画祭では千葉の出演作品を特集する「千葉祭」を催し、『カミカゼ野郎 真昼の決斗』（深作欣二監督）や『日本暗殺秘録』（中島貞夫監督）などを上映した。11月18日には千葉真一本人が来館してトークショーを行った。
2009年（平成21年）1月の天草映画祭では天草出身の小山薫堂が脚本を務めた『おくりびと』（滝田洋二郎監督）をグランプリに選出。前年秋の公開時にはほどほどの客入りだったが、映画祭開催時期にはアカデミー外国語映画賞ノミネートで全国的に話題となり、映画祭ではホールに入りきれないほどの客入りとなった。授賞式後には小山のトークイベントを開催し、立ち見が出るほどの客入りとなった。
2010年（平成22年）の天草映画祭では『劔岳 点の記』（木村大作監督）をグランプリに選出し、2月20日には木村監督のトークイベントを開催した。2012年（平成24年）3月の天草映画祭では『一枚のハガキ』（新藤兼人監督）をグランプリに選出した。2013年（平成25年）3月の天草映画祭では『女たちの都〜ワッゲンオッゲン〜』（祷映監督）をグランプリに選出し、3月23日には出演した松田美由紀のトークイベントを開催した。なお、松田は2019年（平成31年）3月4日に『止められるか、俺たちを』（白石和彌監督）出演の藤原季節が舞台挨拶を行った際、激励で第一映劇を再訪している。2014年（平成26年）2月の天草映画祭では『ペコロスの母に会いに行く』（森﨑東監督）をグランプリに選出し、3月21日には原作者で漫画家の岡野雄一のトークイベントを開催した。

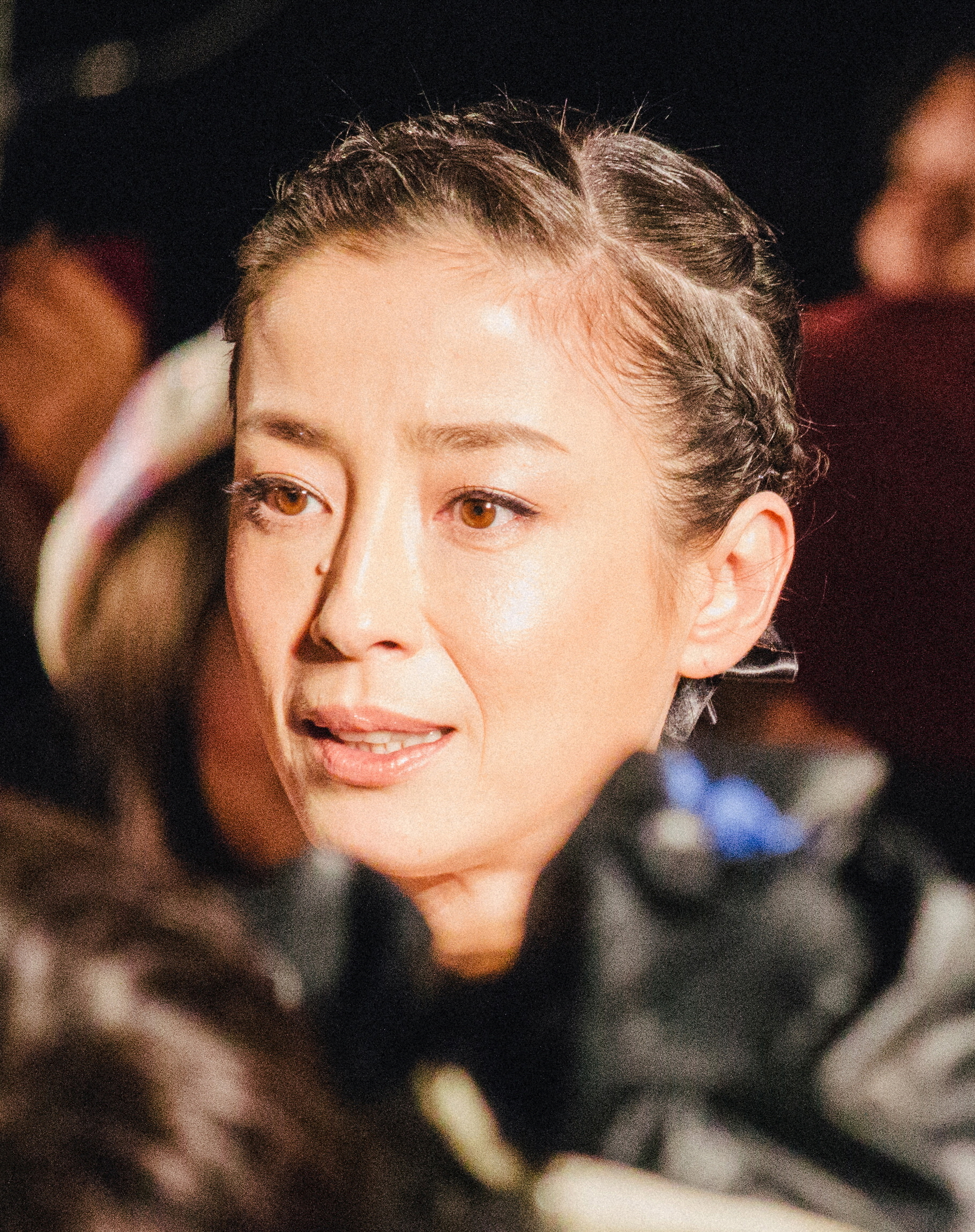
2003年と2005年来館の宮沢りえ
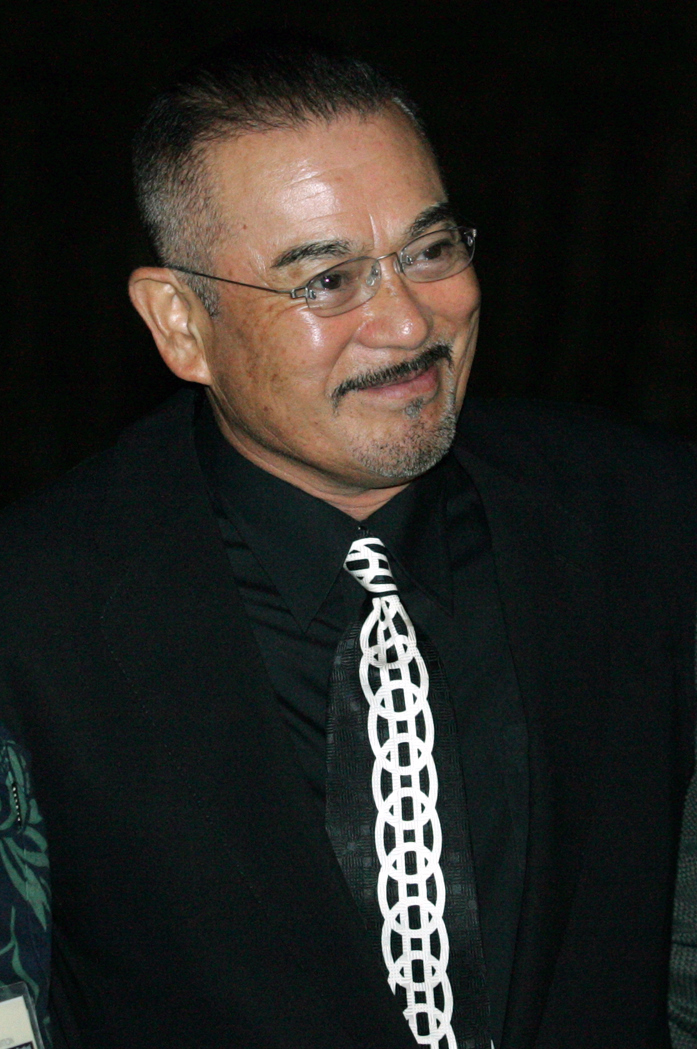
2007年来館の千葉真一
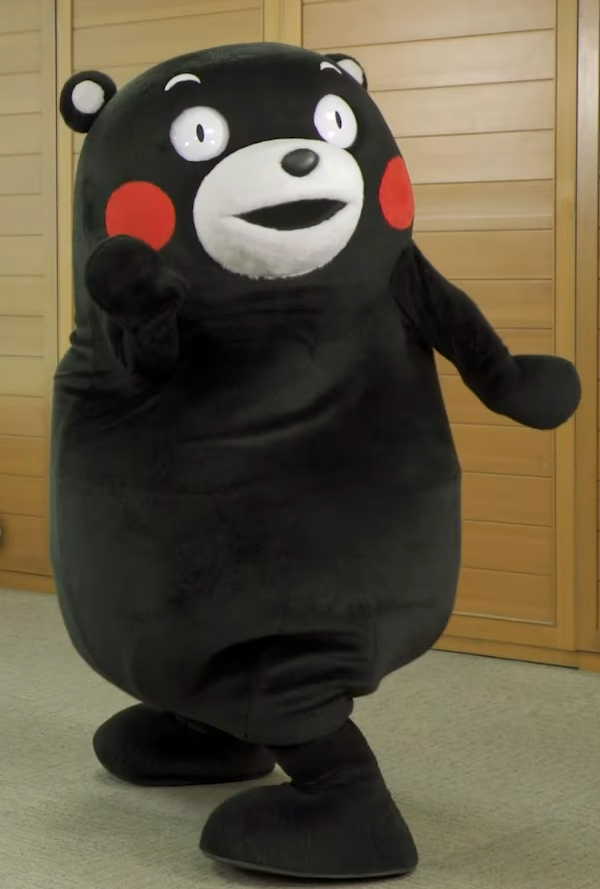
2015年来館のくまモン

### 受賞作品
| 「風の賞」（グランプリ）受賞作品 | 「風の賞」（グランプリ）受賞作品 | 「風の賞」（グランプリ）受賞作品 | 「風の賞」（グランプリ）受賞作品 | 「風の賞」（グランプリ）受賞作品 |
| 年                               | 回（映画祭）                     | 回（風の賞）                     | 作品                             | 監督                             |
| -------------------------------- | -------------------------------- | -------------------------------- | -------------------------------- | -------------------------------- |
| 2001年                           | 第3回                            | 第1回                            | ホタル                           | 降旗康男                         |
| 2002年                           | 第4回                            | 第2回                            | 千と千尋の神隠し                 | 宮崎駿                           |
| 2003年                           | 第5回                            | 第3回                            | たそがれ清兵衛                   | 山田洋次                         |
| 2004年                           |                                  | 第4回                            | 機関車先生                       | 廣木隆一                         |
| 2005年                           |                                  | 第5回                            | 父と暮らせば                     | 黒木和雄                         |
| 2006年                           | 第6回                            | 第6回                            | もんしぇん                       | 山本草介                         |
| 2007年                           | 第7回                            | 第7回                            | かもめ食堂                       | 荻上直子                         |
| 2009年                           |                                  | 第8回                            | おくりびと                       | 滝田洋二郎                       |
|                                  |                                  | 第9回                            | 劔岳 点の記                      | 木村大作                         |
|                                  |                                  | 第10回                           | やぎの冒険                       | 仲村颯悟                         |
| 2012年                           |                                  | 第11回                           | 一枚のハガキ                     | 新藤兼人                         |
| 2013年                           |                                  | 第12回                           | 女たちの都〜ワッゲンオッゲン〜   | 祷映                             |
| 2014年                           |                                  | 第13回                           | ペコロスの母に会いに行く         | 森﨑東                           |